# Hungaroring
A Hungaroring Magyarország legjelentősebb autóverseny-pályája. Budapest és Gödöllő között, az M3-as autópálya közelében található, Mogyoród külterületén (ennek ellenére a nemzetközi sajtóban gyakran budapesti pályaként kommunikálják). A sztrádától a 21 102-es számú mellékúton érhető el.
A pálya elsősorban a Formula–1 magyar nagydíjról ismert, amit 1986 óta folyamatosan megrendeznek.

## Története
Bernie Ecclestone, a FOCA elnöke Formula–1-es versenyt akart rendezni a vasfüggöny mögött. Először Kína, Szovjetunió és Jugoszlávia volt kiszemelve, végül Magyarországra hívták barátai, Rohonyi Tamás és Frank Tamás.
Már 1983-ban szóba került a verseny magyarországi futamának megrendezése. Lehetséges helyszín volt még a Városliget és a Népliget is. Végül 1985 szeptemberében a szerződés megkötésekor eldőlt, hogy új pályát építenek a Budapest melletti Mogyoródon, a Mogyoródi-patak forrásvidékén.
Tervezését az Aszfaltútépítő Vállalat mérnökei, Papp István és Gulácsi Ferenc végezték, amivel a számítógéppel való kidolgozás világviszonylatban is úttörő jellegű példáját alkották meg.
- A pályát 1985. október 1-jén kezdték építeni és rekordidő (8 hónap) alatt készült el.Felipe Massa lerobbant autója a célegyenesben, a 2008-as magyar nagydíjon

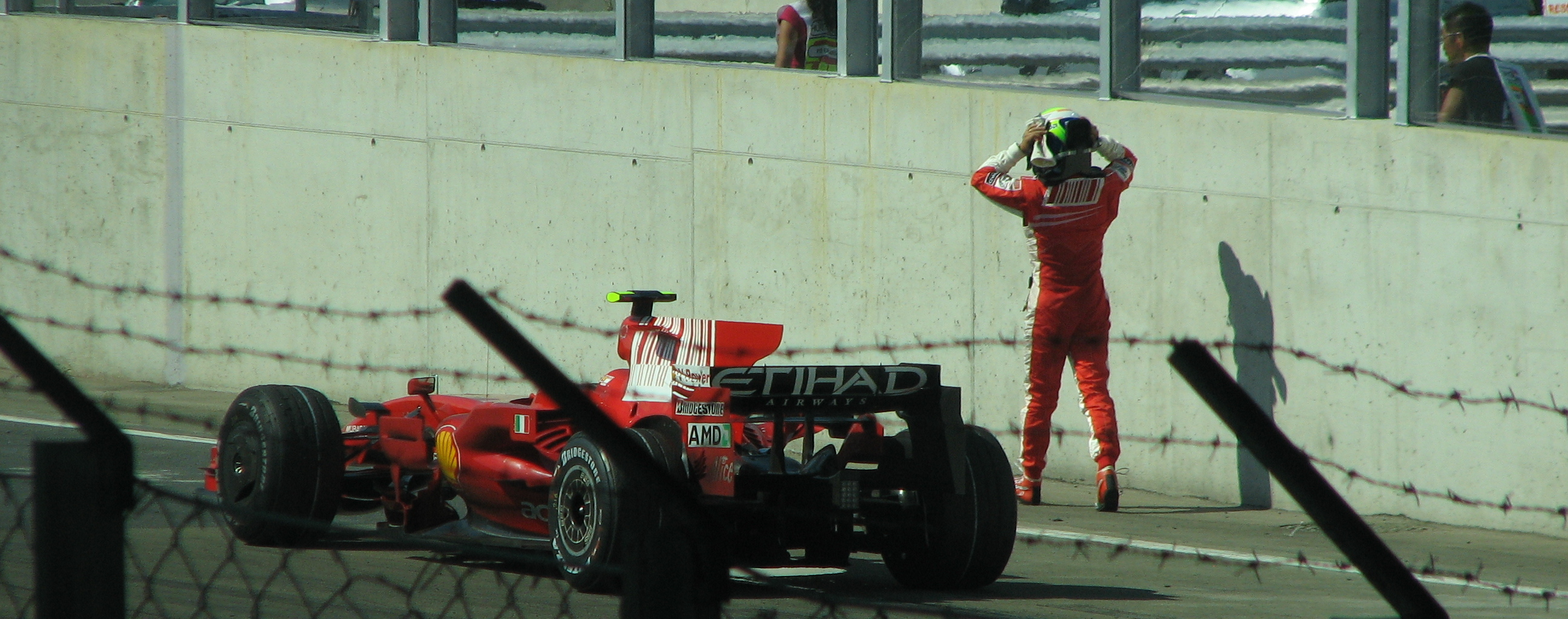
Felipe Massa lerobbant autója a célegyenesben, a 2008-as magyar nagydíjon

- A Drapál János-emlékversennyel nyílt meg 1986. március 24-én.
- 1986. augusztus 10-én tartották meg az első Formula–1 futamot, amelyen majdnem 200 000 néző volt jelen. A versenyt Nelson Piquet nyerte meg, Ayrton Senna és Nigel Mansell előtt.[1]

A Hungaroringet kétszer építették át: először 1989-ben, ami egy kisebb módosítás volt (a hármas sikánt /kígyó kanyart/ kivették), majd 2003-ban, amikor a célegyenes utáni 1-es és a 13-as kanyart lejjebb helyezték és hosszabb egyenest építettek helyette. Az átépítések miatt a pálya hosszúsága először 4014 m-ről 3975 m-re csökkent, végül 2003-ban érte el a mostani hosszúságát, ami 4381 m.

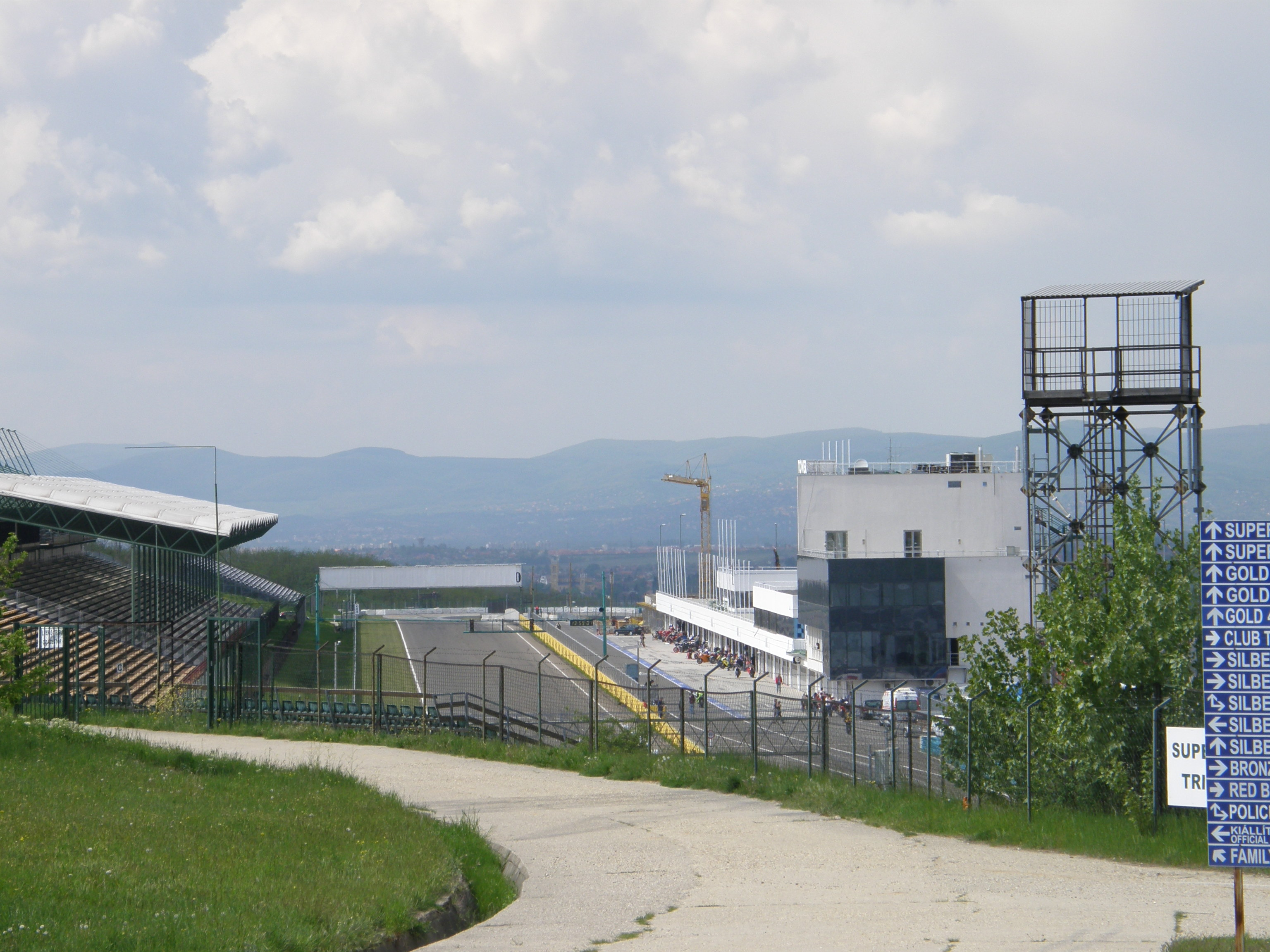
A célegyenes és a bokszutca 2008-ban. (A háttérben a Vác–Pesti-Duna-völgy mögött a Pilis és a Visegrádi-hegység magasodik.)

A pályát üzemeltető Hungaroring Sport Zrt. elnöke 2010 óta Gyulay Zsolt.
2012 októberében egy, a Népszabadságnak adott interjú során Gyulay Zsolt azt nyilatkozta, hogy 2014-ben megtörténhet a pálya felújítása és nyomvonalának megváltoztatása az előzési esélyek növelésének érdekében. A 2012-es abu-dzabi nagydíjon a Magyarországot képviselő Gerstl Péter sikeresen megegyezett Bernie Ecclestone-nal a 2021-ig tartó folytatásról. A szerződés feltétele Ecclestone részéről, hogy történjen meg a pálya átalakítása, mégpedig úgy, hogy több előzési pontot tartalmazzon. A tervezésben Michael Schumacher, Sebastian Vettel, Niki Lauda és Fernando Alonso véleményét is ki fogják kérni. Gerstl nyilatkozata alapján az állam is támogatja a futam megrendezését. A pálya felújítása során megtörténhet az összes bukótér leaszfaltozása és egy új szakasz megépítése. Az egyik legelső átalakítási terv Wéber Gábor nevéhez fűződik, aki szerint azt az alábbiképpen kellene elvégezni:

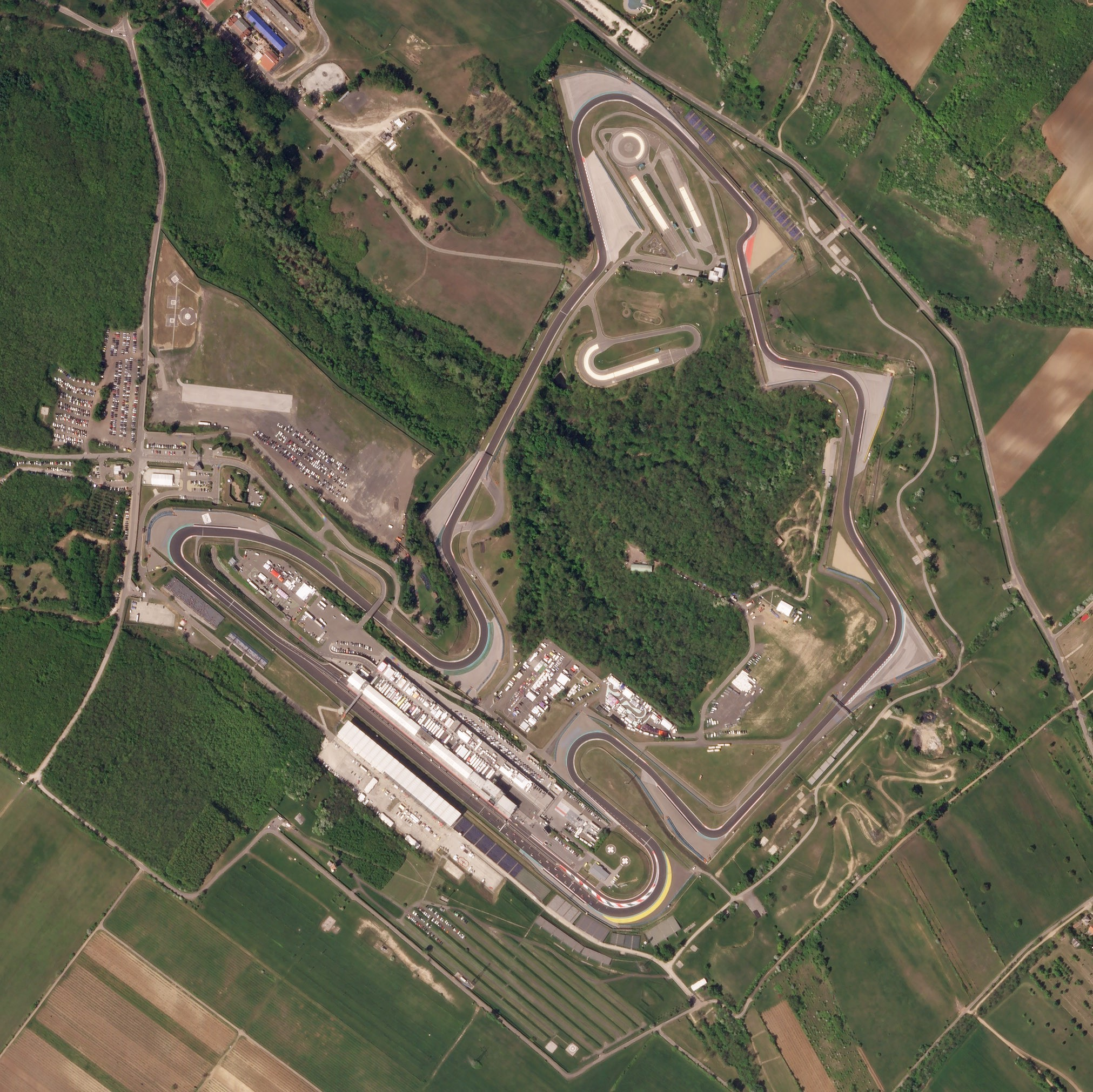
A pálya egy 2008-as műholdfelvételen (Planet Labs SkySat)

„A kettes kanyar után talán hamarabb lehetne indulni a Mansell felé, de abban nem lehet előzni, ráadásul szintén karakteres, hagyományos kanyarunk, nagy kár lenne érte. Amin szerintem érdemes gondolkodni, az a Mansell utáni rész, a pálya bal oldalát övező terület, ahol az autósmozi is van. Ide lehetne terjeszkedni. Én a Mansell után élesen lefelé vinném a nyomvonalat egy kanyarkombinációval vagy egy rövidebb egyenessel. Innét újra jobbra, azaz felfelé fordulnék vissza egy egyenessel, ami vagy hajtűben vagy a malajziai hátsó egyenesre hasonlító ráfordítóban végződne. A lényeg, hogy olyan kanyar vezessen aztán jobbra, vissza a mostani pályára, amit többféle íven is lehet venni: bemenet lehessen próbálkozni kifékezéssel, de aki belülre kerül, az utána hátrányban legyen a sikán felé tartó – most már hosszú – egyenesben.”
A pálya új nyomvonalát[forrás?], amelyet már 2014-ben is használtak[forrás?], Gyulay Zsolt elmondása szerint Bernie Ecclestone választotta ki a fenn említett pilóták és német főmérnökének, Hermann Tilkének a véleményét kikérve. Gyulay azt is elmondta, hogy a három terv közül csak azt hozzák nyilvánosságra, melyet meg is valósítanak. A megállapodás építési munkálatoknak a 2014-es futamot megelőzően több mint egy hónappal be kellett fejeződniük.
2017 áprilisában befejeződött a pálya újraaszfaltozása, mely során a rázóköveket és szegélyköveket is kicserélték.
A G7 portál 2019-ben világított rá a Hungaroring jegyértékesítésére, amit 1993 óta az osztrák tulajdonú Ostermann Kft. végez; a cég versenyeztetés nélkül, milliárdos állami támogatással tevékenykedik 30 éve(!) ezen a területen. Az alapítók bécsi Gerstl und Frank GmbH-n keresztül működtetett Ostermann Kft.-jét 1997-es, illetve 1999-es elhalálozásuk után az örököseik vitték tovább, a cég ügyvezetését Ariane Frank-Meulenbelt végzi, aki a Hungaroring igazgatósági tagja is – ahogy halálukig az alapítók is azok voltak. A portál cikke szerint nem világos miért van a jegyértékesítés joga kizárólagosan egy állami tízmilliárdokkal megtámogatott osztrák cégnél, ami az így szerzett hasznát külföldre viszi, miközben ezt maga a Hungaroring is végezhetné.
2022-ben itt forgatták Neill Blomkamp Gran Turismo című filmjét, amely 2023 augusztusában került a mozikba.

### A Hungaroring felújítása 2023 és 2026 között
2023. április 4-én a Hungaroring Sport Zrt. és a Honvédelmi Minisztérium Sportért Felelős Államtitkársága által tartott sajtótájékoztatón bejelentették, hogy megkezdődik a létesítmény felújítása, valamint tárgyalnak az F1-es szerződés 2032-ig történő meghosszabbításáról is. A felújítás bejelentésekor a Hungaroring 2027-ig szóló F1-es versenyszervezési megállapodással rendelkezett. A 2023. július 22-ei bejelentés alapján a Formula–1 jogtulajdonosa a 2032-ig tartó szerződéshosszabbítás feltételéül szabta, hogy a felújítás második ütemének 2026-ig el kell készülnie. A felújítás részeként megújul az infrastruktúra és a közműhálózat, megtörténik a paddock kiszélesítése, a főépület, a fedett lelátó és a mögötte lévő terület teljes felújítása, valamint két gyalogos alagutat is fúrnak a pálya alatt, mely összeköti a paddockot a lelátó mögött lévő területtel (leváltva az eddigi egy, a pályát a célegyenesben átívelő gyalogoshidat). A 2023. október 25-én tartott sajtótájékoztatón bejelentették, hogy hamarosan kezdődik a felújítás második üteme. Gyulay Zsolt kiemelte, hogy minden munkát úgy kell elvégezniük, hogy a Formula 1-es Magyar Nagydíjat minden évben stabilan meg tudják rendezni. Elmondása szerint a 2025-ös nagydíjra elkészül a főlelátó és rendezvénytér, valamint a főépület egy átmeneti állapotot vesz fel, mely szerkezetileg már alkalmas lesz a verseny megrendezésére. Ennek az ideiglenes főépületnek és paddocknak a teljeskörű befejezése a pálya negyvenedik születésnapjára, tehát a 2026-os nagydíjra megvalósul. 2024. május 29-én bejelentették, hogy két hónappal a 39. magyar nagydíj előtt, május 22-én lezárult a felújítás első üteme. Az egyes ütemek alatt elvégzendő munkák az eredeti tervhez képest változtak, mivel a kivitelező (Market Építő Zrt., Bayer Construct) úgy ítélte meg, hogy a 2024-es futam utáni munkafolyamatok meggyorsítása érdekében a paddock kiszélesítését végzi el, valamint a célegyenes alatti két alagutat épiti szerkezetkészre a 2024-es futam előtt.

### A Hungaroringen lebonyolításra kerülő vagy került események
| Bajnokság                                    | Időszak                         |
| -------------------------------------------- | ------------------------------- |
| Formula–1                                    | 1986–tól                        |
| Formula–2                                    | 2012                            |
| FIA Formula–2 bajnokság                      | 2017–2020, 2022–től             |
| FIA Formula–3 bajnokság                      | 2019–től                        |
| GP2                                          | 2005–2016                       |
| GP3                                          | 2010–2018                       |
| World Series by Renault                      | 2007–2016                       |
| Formula BMW Talent Cup                       | 2012–2013                       |
| Porsche Szuperkupa                           | 1993–tól                        |
| DTM                                          | 2014, 2016–2018                 |
| Túraautó-Európa-bajnokság (ETCC)             | 2000–2001                       |
| Túraautó-világbajnokság (WTCC)               | 2011–2017                       |
| Túraautó-világkupa (WTCR)                    | 2018–2022                       |
| TCR World Tour                               | 2023                            |
| Superstars Series                            | 2012                            |
| FIA GT Széria                                | 1998–2001, 2006, 2009           |
| International GT Open                        | 2012, 2014, 2017–2018, 2020–tól |
| Blancpain GT Sprint kupa Blancpain GT Európa | 2016–tól                        |
| Kamion-Európa-bajnokság                      | 1988–1990, 2015–2022            |
| 24H Series (12 órás futam)                   | 2008–2011, 2013                 |
| Európai Le Mans Széria                       | 2010, 2013                      |
| Lotus Ladies Cup                             | 2011–től                        |
| Volkswagen Castrol Cup                       | 2013                            |
| Gyorsaságimotoros-világbajnokság (MotoGP)    | 1990, 1992                      |
| Superbike-világbajnokság (WSBK)              | 1988–1990                       |
| Drift                                        | 2011–től                        |
| Hungaroring Classic                          | 2017, 2019, 2021                |
| Ferrari Racing Days vagy Ferrari Challenge   | Kétévente                       |
| Szilveszter Rallye                           | Szilveszterenként               |

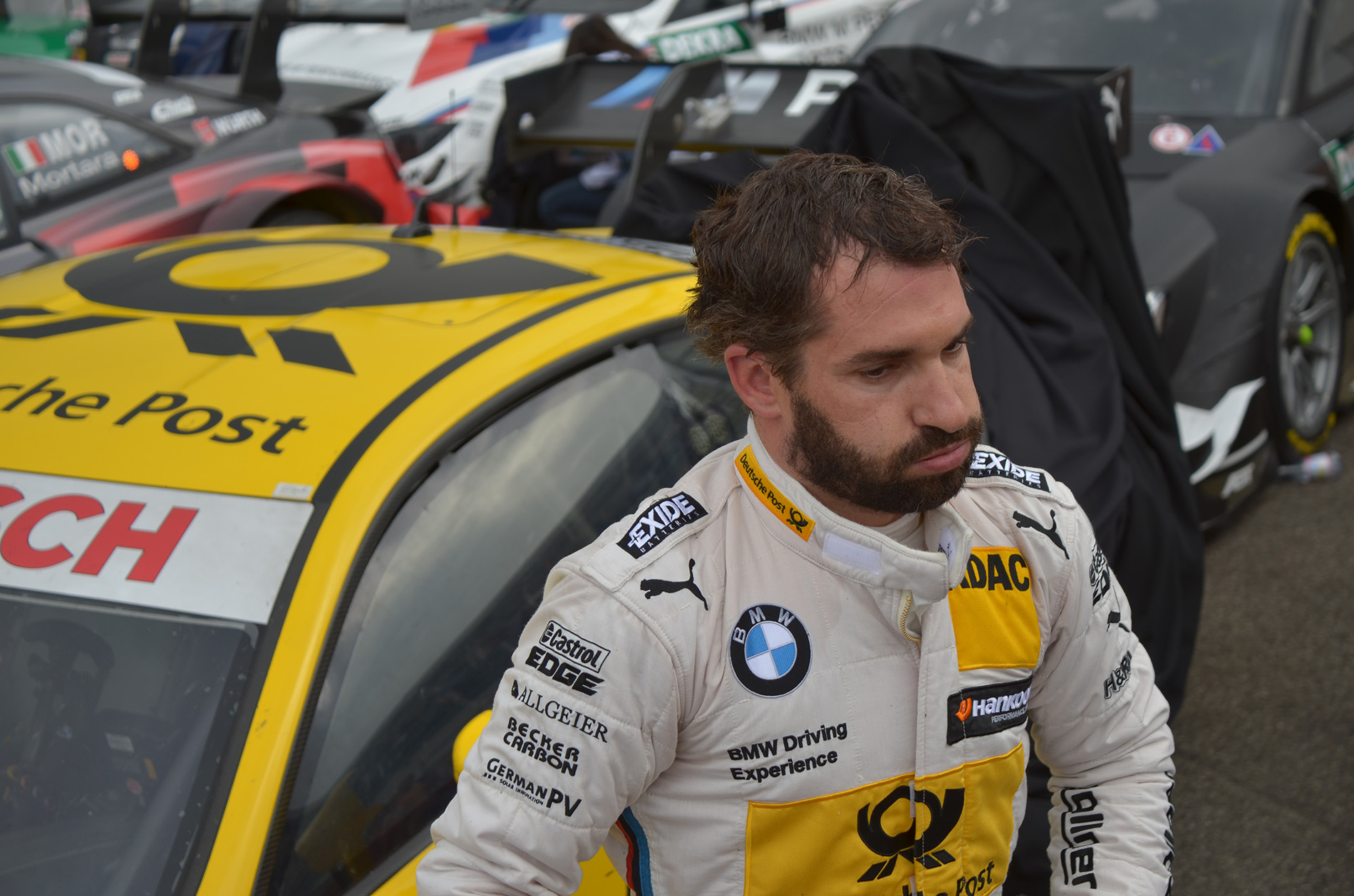
Timo Glock a Hungaroringen 2014-ben

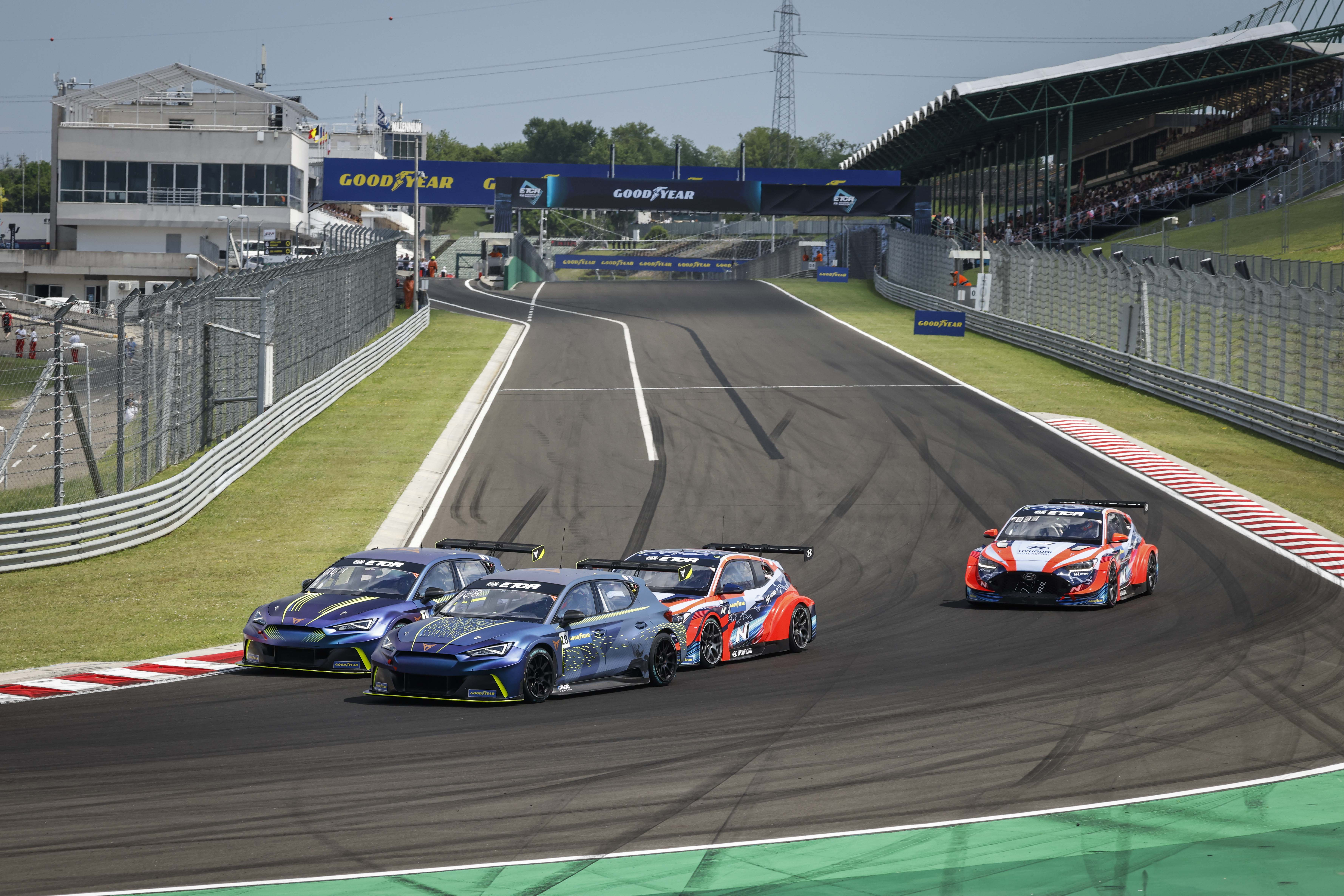
A 2022-es ETCR szezon második versenye

- A táblázatban felsoroltakon kívül, több kisebb Formula Renault és Formula–3-as sorozat is ellátogatott már a pályára, különböző betétfutam szerepeket betöltve.

## A pálya jellemzői
Forró és poros: a versenyzők szerint ezek a kulcsszavak jellemzik a Hungaroringet. Mivel a Formula–1-es versenyek mindig nyáron, augusztusban zajlanak, a versenyek idején ritkán esik eső. A por az idény kihasználatlan részében kerül a pályára, főként a Gödöllői-dombság homokos talaja miatt.
E jellemzők miatt az előzés meglehetősen ritka, mégis számos emlékezetes verseny történt a pályán. A rajongók mindig is emlékezni fognak 1986-ból Nelson Piquet és Ayrton Senna csatájára, 1987-ből Nigel Mansell leeső kerekére, majd 1989-es parádés győzelmére, 1997-ből Palik László magyar kommentátor híres, azóta szállóigévé vált, „Hova tűnt Damon Hill?” mondatára, amikor Damon Hill az Arrows-zal a verseny végéig vezetett, majd az utolsó körben elvesztette a győzelmet; illetve a 2006-os versenyre, amely a Formula–1 történetének első esős időben zajlott magyar nagydíja volt.
A pályát a monacói nagydíjhoz szokták hasonlítani, ahol sok a szűk pályaszakasz és a lassú kanyar. A pilóták véleménye megoszlik a pályát illetően. Ayrton Senna, Nigel Mansell, Michael Schumacher, Fernando Alonso és Lewis Hamilton az egyik legjobb versenypályaként emlegette/emlegeti, míg mások inkább lassúnak találják a pályát és hiányolják a gyors íveket.

## Kanyarok elnevezése
A Hungaroring kanyarjainak nincs hivatalos elnevezése. 2003-ban terjesztettek be egy javaslatot, de azt nem fogadták el.
Két kanyarnak azonban van nem hivatalos, közismert neve, a pálya dolgozóinak szóhasználatából elterjedve. A 4-es kanyart – az 1989-es módosítás előtt még 6-os volt – „Mansell” néven emlegetik, miután 1987-ben ott esett le Nigel Mansell Williams-Hondájának kerékanyája. A 11-es kanyar pedig Jean Alesi 1995-ös szabadedzésen történt balesete óta „Alesi-kanyar”.
Emellett a 7-es kanyarnak is van neve (ez azonban nem terjedt el a szurkolók körében annyira mint a Mansell- vagy az Alesi-kanyar), "Palik-kanyar" néven emlegetik, a kommentátor 1994-es bukása óta:
"... az lett a vége, hogy a Mansell utáni jobbosban szépen fejtetőre tette és összehajtotta az autót. Ő kukázta le az első Astrát, ... ". Idézve Gyabronka István-t, kétszeres TH-csoportos terep rali bajnokot.

## Halálos balesetek
A versenypálya 1986 óta íródó történelmében, eddig egy halálos versenybaleset történt 2015-ben.
| Versenyző    | Életkor | Dátum              | Esemény                          | Forrás |
| ------------ | ------- | ------------------ | -------------------------------- | ------ |
| Berto Camlek | 45      | 2015. augusztus 9. | Alpok-Adria bajnokság, Superbike | [ 19 ] |

## Formula–1-es győzelmek
| Év   | Pole-pozíció       | Futamgyőztes       |
| ---- | ------------------ | ------------------ |
| 1986 | Ayrton Senna       | Nelson Piquet      |
| 1987 | Nigel Mansell      | Nelson Piquet      |
| 1988 | Ayrton Senna       | Ayrton Senna       |
| 1989 | Riccardo Patrese   | Nigel Mansell      |
| 1990 | Thierry Boutsen    | Thierry Boutsen    |
| 1991 | Ayrton Senna       | Ayrton Senna       |
| 1992 | Riccardo Patrese   | Ayrton Senna       |
| 1993 | Alain Prost        | Damon Hill         |
| 1994 | Michael Schumacher | Michael Schumacher |
| 1995 | Damon Hill         | Damon Hill         |
| 1996 | Michael Schumacher | Jacques Villeneuve |
| 1997 | Michael Schumacher | Jacques Villeneuve |
| 1998 | Mika Häkkinen      | Michael Schumacher |
| 1999 | Mika Häkkinen      | Mika Häkkinen      |
| 2000 | Michael Schumacher | Mika Häkkinen      |
| 2001 | Michael Schumacher | Michael Schumacher |
| 2002 | Rubens Barrichello | Rubens Barrichello |
| 2003 | Fernando Alonso    | Fernando Alonso    |
| 2004 | Michael Schumacher | Michael Schumacher |
| 2005 | Michael Schumacher | Kimi Räikkönen     |
| 2006 | Kimi Räikkönen     | Jenson Button      |
| 2007 | Lewis Hamilton     | Lewis Hamilton     |
| 2008 | Lewis Hamilton     | Heikki Kovalainen  |
| 2009 | Fernando Alonso    | Lewis Hamilton     |
| 2010 | Sebastian Vettel   | Mark Webber        |
| 2011 | Sebastian Vettel   | Jenson Button      |
| 2012 | Lewis Hamilton     | Lewis Hamilton     |
| 2013 | Lewis Hamilton     | Lewis Hamilton     |
| 2014 | Nico Rosberg       | Daniel Ricciardo   |
| 2015 | Lewis Hamilton     | Sebastian Vettel   |
| 2016 | Nico Rosberg       | Lewis Hamilton     |
| 2017 | Sebastian Vettel   | Sebastian Vettel   |
| 2018 | Lewis Hamilton     | Lewis Hamilton     |
| 2019 | Max Verstappen     | Lewis Hamilton     |
| 2020 | Lewis Hamilton     | Lewis Hamilton     |
| 2021 | Lewis Hamilton     | Esteban Ocon       |
| 2022 | George Russell     | Max Verstappen     |
| 2023 | Lewis Hamilton     | Max Verstappen     |
| 2024 | Lando Norris       | Oscar Piastri      |
| 2025 | Charles Leclerc    | Lando Norris       |

## Akik először a Hungaroringen nyertek
| Év   | Futamgyőztes      | Rajthely | Futamok száma |
| ---- | ----------------- | -------- | ------------- |
| 1993 | Damon Hill        | 2.       | 19            |
| 2003 | Fernando Alonso   | 1.       | 30            |
| 2006 | Jenson Button     | 14.      | 113           |
| 2008 | Heikki Kovalainen | 2.       | 28            |
| 2021 | Esteban Ocon      | 8.       | 78            |
| 2024 | Oscar Piastri     | 2.       | 35            |

## Akik utoljára a Hungaroringen nyertek
| Év   | Futamgyőztes    | Rajthely | Futamok száma |
| ---- | --------------- | -------- | ------------- |
| 1990 | Thierry Boutsen | 1.       | 116           |

## Többszörös győztesek a Hungaroringen
| 1. | Lewis Hamilton     | 8 | 2007, 2009, 2012, 2013, 2016, 2018, 2019, 2020 |
| 2. | Michael Schumacher | 4 | 1994, 1998, 2001, 2004                         |
| 3. | Ayrton Senna       | 3 | 1988, 1991, 1992                               |
| 4. | Nelson Piquet      | 2 | 1986, 1987                                     |
| 4. | Damon Hill         | 2 | 1993, 1995                                     |
| 4. | Jacques Villeneuve | 2 | 1996, 1997                                     |
| 4. | Mika Häkkinen      | 2 | 1999, 2000                                     |
| 4. | Jenson Button      | 2 | 2006, 2011                                     |
| 4. | Sebastian Vettel   | 2 | 2015, 2017                                     |
| 4. | Max Verstappen     | 2 | 2022, 2023                                     |

## Akik először a Hungaroringen indultak a pole pozícióból
| Év   | Pole pozíció    | Futamokszáma |
| ---- | --------------- | ------------ |
| 1990 | Thierry Boutsen | 116          |
| 2019 | Max Verstappen  | 93           |
| 2022 | George Russell  | 73           |

## Akik utoljára a Hungaroringen indultak a pole pozícióból
| Év   | Pole pozíció   | Futamok száma |
| ---- | -------------- | ------------- |
| 2023 | Lewis Hamilton | 321           |

## Mérföldkövek a Hungaroringen
| Év   | Pilóta/csapat                        | Esemény |
| ---- | ------------------------------------ | --- |
| 1986 | Alain Prost (McLaren-TAG)            | 100. Formula–1-es nagydíja |
| 1987 | Michele Alboreto (Ferrari)           | 100. Formula–1-es nagydíja |
| 1990 | Thierry Boutsen (Williams-Renault)   | Pályafutása harmadik és utolsó győzelme a Formula-1-ben |
| 1990 | Thierry Boutsen (Williams-Renault)   | Egyetlen pole pozíciója a Formula-1-ben |
| 1991 | Bertrand Gachot (Jordan-Ford)        | Pályafutása első leggyorsabb köre a Formula-1-ben |
| 1992 | Ferrari                              | 500. Formula–1-es nagydíja a Formula-1-ben |
| 1992 | Nigel Mansell (Williams-Renault)     | Pályafutása első és egyetlen vílágbajnoki címe Formula-1-ben |
| 1992 | Nigel Mansell (Williams-Renault)     | Első olyan világbajnokság a Formula-1-ben, amely a magyar nagydíjon dőlt el. |
| 1993 | Damon Hill (Williams-Renault)        | Pályafutása első futamgyőzelme a Formula–1-ben |
| 1993 | Riccardo Patrese                     | Pályafutása 37-dik és utolsó dobogóhelyezése (második lett) |
| 2001 | Michael Schumacher (Ferrari)         | Pályafutása negyedik világbajnoki címe a Formula–1-ben |
| 2003 | Fernando Alonso (Renault)            | Pályafutása első futamgyőzelme a Formula–1-ben, az akkor legfiatalabb nagydíj-győztes (22 éves és 26 napos korában) |
| 2003 | Baumgartner Zsolt (Jordan)           | Pályafutása első versenye a Formula–1-ben, első magyar Formula–1-es versenyző |
| 2006 | Jenson Button (Honda)                | Pályafutása első futamgyőzelme a Formula–1-ben |
| 2006 | Pedro de la Rosa (McLaren)           | Pályafutása első dobogós helyezése (második lett) |
| 2006 | Nick Heidfield (BMW Sauber)          | Pályafutása első dobogós helyezése (harmadik lett) |
| 2006 | Robert Kubica (BMW Sauber)           | Pályafutása első versenye a Formula-1-ben |
| 2008 | Heikki Kovalainen (McLaren-Mercedes) | Pályafutása első futamgyőzelme a Formula–1-ben |
| 2008 | Timo Glock (Toyota)                  | Pályafutása első dobogós helyezése a Formula-1-ben |
| 2015 | Danyiil Kvjat (Red Bull-Renault)     | Pályafutása első Formula–1-es dobogós helyezése (második lett) |
| 2019 | Max Verstappen (Red Bull-Honda)      | Pályafutása első Formula–1-es pole pozíciója |
| 2021 | Esteban Ocon (Alpine-Renault)        | Pályafutása első futamgyőzelme a Formula–1-ben, |
| 2021 | Alpine                               | Első győzelme a Formula–1-ben |
| 2022 | George Russell (Mercedes)            | Pályafutása első Formula–1-es pole pozíciója |
| 2022 | Lewis Hamilton (Mercedes)            | Formula–1-es pályafutása során 487 első helyen töltött kör a Hungaroringen, amely rekordnak számít az egyazon pályán, élen töltött körök számát tekintve (korábbi csúcstartó Bill Vukovich volt, aki még az 1950-es évek első felében jutott 485 körig) |
| 2022 | Lewis Hamilton (Mercedes)            | A negyedik olyan Formula–1-es pilóta, akinek 300 verseny telt el pályafutása első és utolsó dobogós helyezése között (Fernando Alonso 355, Michael Schumacher 347 és Kimi Räikkönen 314)                                                                |
| 2023 | Williams                             | 800. Formula 1-es nagydíja |
| 2024 | Lewis Hamilton (Mercedes)            | Pályafutása 200. dobogója |
| 2024 | Oscar Piastri (McLaren-Mercedes)     | Pályafutása első futamgyőzelme a Formula–1-ben |

## Többszörös konstruktőri győztesek a Hungaroringen
| 1. | McLaren  | 13 | 1988, 1991, 1992, 1999, 2000, 2005, 2007, 2008, 2009, 2011, 2012, 2024, 2025 |
| 2. | Ferrari  | 7  | 1989, 1998, 2001, 2002, 2004, 2015, 2017                                     |
| 2. | Williams | 7  | 1986, 1987, 1990, 1993, 1995, 1996, 1997                                     |
| 4. | Mercedes | 5  | 2013, 2014, 2016, 2018, 2019, 2020                                           |
| 5. | Red Bull | 4  | 2010, 2014, 2022, 2023                                                       |

## Formula–3000
A kategória nemzetközi szériája 1998-tól látogatott el a pályára, a Formula–1 magyar nagydíj betétfutamaként. 2005-től a GP2 vette át a helyét.
| Év   | Futamgyőztes       |
| ---- | ------------------ |
| 1998 | Nick Heidfeld      |
| 1999 | Stéphane Sarrazin  |
| 2000 | Bruno Junqueira    |
| 2001 | Justin Wilson      |
| 2002 | Enrico Toccacelo   |
| 2003 | Patrick Friesacher |
| 2004 | Patrick Friesacher |

## GP2/Formula–2
2012-ben a GP2-től függetlenül működő Formula–2-es bajnokság látogatott el a pályára. 
| Év   | 1. futam győztese | 2. futam győztese |
| ---- | ----------------- | ----------------- |
| 2012 | Alex Fontana      | Markus Pommer     |

A széria a 2005-től 2016-ig tartó fennállása alatt minden évben ellátogatott a pályára, a Formula–1 magyar nagydíj betétfutamaként. Ezt követően az FIA Formula–2 bajnokság vette át a helyét.

| Év                                   | Főfutam győztese      | Sprintfutam győztese |
| GP2                                  | GP2                   | GP2                  |
| ------------------------------------ | --------------------- | -------------------- |
| 2005                                 | Neel Jani             | Alexandre Prémat     |
| 2006                                 | Nelson Angelo Piquet  | Nelson Angelo Piquet |
| 2007                                 | Adam Carroll          | Javier Villa         |
| 2008                                 | Lucas di Grassi       | Sébastien Buemi      |
| 2009                                 | Nico Hülkenberg       | Giedo van der Garde  |
| 2010                                 | Pastor Maldonado      | Giacomo Ricci        |
| 2011                                 | Romain Grosjean       | Stefano Coletti      |
| 2012                                 | Max Chilton           | Esteban Gutiérrez    |
| 2013                                 | Jolyon Palmer         | Nathanaël Berthon    |
| 2014                                 | Arthur Pic            | Stoffel Vandoorne    |
| 2015                                 | Alex Lynn             | Macusita Nobuharu    |
| 2016                                 | Pierre Gasly          | Szergej Szirotkin    |
| FIA Formula–2 bajnokság              |                       |                      |
| 2017                                 | Oliver Rowland        | Macusita Nobuharu    |
| 2018                                 | Nyck de Vries         | Alexander Albon      |
| 2019                                 | Nicholas Latifi       | Mick Schumacher      |
| 2020                                 | Robert Svarcman       | Luca Ghiotto         |
| 2021-ben nem látogatott el a pályára |                       |                      |
| 2022                                 | Théo Pourchaire       | Jack Doohan          |
| 2023                                 | Jack Doohan           | Dennis Hauger        |
| 2024                                 | Andrea Kimi Antonelli | Kush Maini           |

## GP3/Formula–3
A széria a 2010-es megkezdése óta minden évben ellátogat a pályára, a Formula–1 magyar nagydíj betétfutamaként. A sorozat 2019-re összeolvad az Formula–3 Európa-bajnoksággal és FIA Formula–3 bajnokság néven folytatódott tovább.

| Év                      | Főfutam győztese       | Sprintfutam győztese        |
| GP3                     | GP3                    | GP3                         |
| ----------------------- | ---------------------- | --------------------------- |
| 2010                    | Nico Müller            | Alexander Rossi             |
| 2011                    | Valtteri Bottas        | Rio Haryanto                |
| 2012                    | António Félix da Costa | António Félix da Costa      |
| 2013                    | Aaro Vainio            | Robert Vișoiu               |
| 2014                    | Richie Stanaway        | Patric Niederhauser         |
| 2015                    | Luca Ghiotto           | Kevin Ceccon                |
| 2016                    | Matt Parry             | Alexander Albon             |
| 2017                    | Jack Aitken            | Giuliano Alesi              |
| 2018                    | Nyikita Mazepin        | David Beckmann              |
| FIA Formula–3 bajnokság |                        |                             |
| 2019                    | Christian Lundgaard    | Marcus Armstrong            |
| 2020                    | Théo Pourchaire        | David Beckmann              |
| 2021                    | Dennis Hauger          | Ivasza Ajumu Matteo Nannini |
| 2022                    | Alekszandr Szmoljar    | Caio Collet                 |
| 2023                    | Zak O’Sullivan         | Gabriele Minì               |
| 2024                    | Nikola Colov           | Nyikita Bedrin              |

## Formula Renault 3.5 Series/Formula V8 3.5 Series
A bajnokság 2007-től 2016-ig folyamatosan ellátogatott a pályára. A széria 2017 év végén megszűnt.

| Év   | 1. futam győztese   | 2. futam győztese      |
| ---- | ------------------- | ---------------------- |
| 2007 | Filipe Albuquerque  | Alejandro Núñez        |
| 2008 | Giedo van der Garde | Fabio Carbone          |
| 2009 | Fairuz Fauzy        | Pasquale Di Sabatino   |
| 2010 | Daniel Ricciardo    | Sten Pentus            |
| 2011 | Jean-Éric Vergne    | Jean-Éric Vergne       |
| 2012 | Robin Frijns        | António Félix da Costa |
| 2013 | Nico Müller         | António Félix da Costa |
| 2014 | Roberto Merhi       | Norman Nato            |
| 2015 | Jegor Orudzsev      | Oliver Rowland         |
| 2016 | Johhny Cecotto Jr.  | Tom Dillmann           |

## Túraautó- és TCR-sorozatok

### Túraautó-világbajnokság
A túraautó-világbajnokság 2011 óta látogatott el a pályára. A 2017-es szezon után összeolvadt a TCR-sorozattal, és túraautó-világkupa néven folytatódott tovább.

| Év   | 1. futam győztese | 2. futam győztese |
| ---- | ----------------- | ----------------- |
| 2011 | Alain Menu        | Yvan Muller       |
| 2012 | Yvan Muller       | Michelisz Norbert |
| 2013 | Yvan Muller       | Robert Huff       |
| 2014 | Yvan Muller       | Gianni Morbidelli |
| 2015 | José María López  | Michelisz Norbert |
| 2016 | Mehdi Bennani     | José María López  |
| 2017 | Tiago Monteiro    | Mehdi Bennani     |

### Túraautó-világkupa
A sorozat 2018-as megalapulása után mindig része naptárnak.
| Év   | 1. futam győztese | 2. futam győztese | 3. futam győztese |
| ---- | ----------------- | ----------------- | ----------------- |
| 2018 | Yann Ehrlacher    | Robert Huff       | Gabriele Tarquini |
| 2019 | Néstor Girolami   | Néstor Girolami   | Gabriele Tarquini |
| 2020 | Esteban Guerrieri | Yann Ehrlacher    | Esteban Guerrieri |
| 2021 | Gilles Magnus     | Santiago Urrutia  | –                 |
| 2022 | Mikel Azcona      | Santiago Urrutia  | –                 |

### TCR nemzetközi sorozat
A bajnokság az utolsó szezonjában látogatott el a Ring-re, amely mindkét versenyt a hazai pályán versenyző, Tassi Attila nyert meg, aki az év végén összetettben a 2. lett.
| Év   | 1. futam győztese | 2. futam győztese |
| ---- | ----------------- | ----------------- |
| 2017 | Tassi Attila      | Tassi Attila      |

### TCR Európa-kupa
Az új TCR-sorozat már az első idényében járt a pályán. A legelső itt tartott futamot a szerb Dušan Borković nyerte, míg a másodikat a hazai M1RA csapat versenyzője, Francisco Mora. A 2019-es verseny a szezonnyitó helyszíne volt.
| Év   | 1. futam győztese | 2. futam győztese |
| ---- | ----------------- | ----------------- |
| 2018 | Dušan Borković    | Francisco Mora    |
| 2019 | Mat'o Homola      | Julien Briché     |

### DTM
A Német túraautó-bajnokság 2014-ben látogatott el először a pályára. A verseny 2015-re kikerült a naptárból, azonban 2016 óta folyamatosan visszatértek. 2019-től ismét nem kapott helyet a szériában.
| Év   | 1. futam győztese | 2. futam győztese |
| ---- | ----------------- | ----------------- |
| 2014 | Marco Wittmann    | Nem rendeztek     |
| 2016 | Edoardo Mortara   | Mattias Ekström   |
| 2017 | Paul di Resta     | René Rast         |
| 2018 | Paul di Resta     | Marco Wittmann    |

## Gyorsaságimotoros-világbajnokság
A pályán két alkalommal, 1990-ben és 1992-ben megfordult a gyorsaságimotoros-világbajnokság (MotoGP) mezőnye. Az 1990-es versenyen az 500 cm³-eseknél első nagydíjgyőzelmét érte el Mick Doohan, aki később a kategória ötszörös világbajnoka lett.
| Év   | 125 cm³-es győztes  | 250 cm³-es győztes | 500 cm³-es győztes |
| ---- | ------------------- | ------------------ | ------------------ |
| 1990 | Loris Capirossi     | John Kocinski      | Mick Doohan        |
| 1992 | Alessandro Gramigni | Luca Cadalora      | Eddie Lawson       |

## Superbike-világbajnokság
A pályán három alkalommal, 1988 és 1990 között fordult meg a Superbike-világbajnokság (WSBK) mezőnye. Érdekesség, hogy a három futamgyőztes közül Merkel és Roche világbajnokok is lettek.
| Év   | 1. futam győztese | 2. futam győztese |
| ---- | ----------------- | ----------------- |
| 1988 | Fred Merkel       | Adrien Morillas   |
| 1989 | Fred Merkel       | Fred Merkel       |
| 1990 | Fred Merkel       | Raymond Roche     |